# حكومة هولندا
تجري سياسات هولندا في إطار النظام البرلماني والتمثيل الديمقراطي، والملكية الدستورية، والدولة الوحدوية واللامركزية. توصف هولندا بأنها دولة توافقية. تتميز السياسة والحكم الهولنديان بكونهما مشتركين سعيًا لتحقيق توافق واسع في الآراء بشأن القضايا المهمة، داخل المجتمع السياسي والمجتمع المدني الهولندي.

## السياسة الخارجية
الأراضي المنخفضة كانت دوماً من الدول السباقة في التعاون الدولي عامةً والأوروبي خاصةً. كانت عضواً مؤسساً بحلف شمال الأطلسي (الناتو) عام 1949، في المجموعة الأوروبية للفحم والحديد عام 1951، المجموعة الاقتصادية الأوروبية عام 1957، اتحاد البنلوكس الاقتصادي عام 1958، الاتحاد الأوروبي عام 1993 وأخيراً في تطبيق العملة الأوروبية الموحدة اليورو التي دخلت حيز التنفيذ عام 2001. أثار تصرف الجنود الهولنديين الذين يعملون تحت قيادة الأمم المتحدة في البوسنة والهرسك عام 1995 انتقاداً دولياً، حيث اتهموا بعدم بذل أي جهد لوقف مذبحة الصرب في حق سكان سريبرينيشا المسلمين. الخدمة العسكرية في هولندا ليست إجبارية وتقتطع المصروفات العسكرية 1.5% من الناتج العام للدولة.

## محكمة العدل الدولية
يقع مقر محكمة العدل الدولية في لاهاي، ساهمت المحكمة المستقلة في حل العديد من المشاكل الدولية.كما يقع بذات المدينة مقر المحكمة الجنائية الدولية.

## التقسيمات الادارية

التقسيم الإداري

مملكة الأراضي المنخفضة هي اتحاد بين الأراضي المنخفضة (هولندا)، جزر الأنتيل الهولندية وأروبا. الأخيرتان هم عبارة عن جزر في البحر الكاريبي
هولندا تنقسم إلى 12 مقاطعة (بالهولندي: provincies)، الذين بدورهم ينقسموا إلى 483 بلدية محلية (gemeenten).

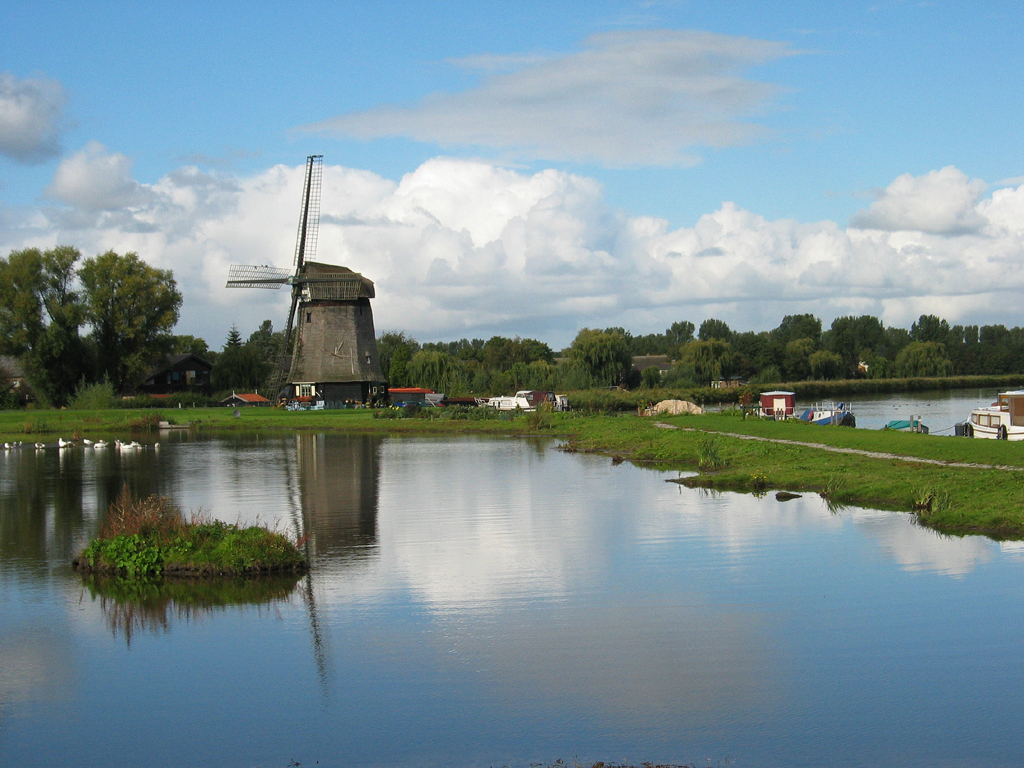
الطواحين الهوائية

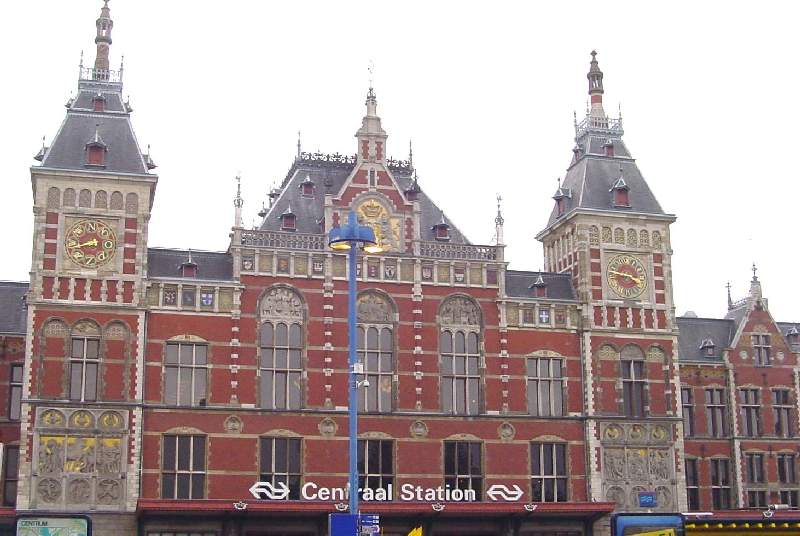
المحطة الرئيسية في أمستردام

## معرض صور

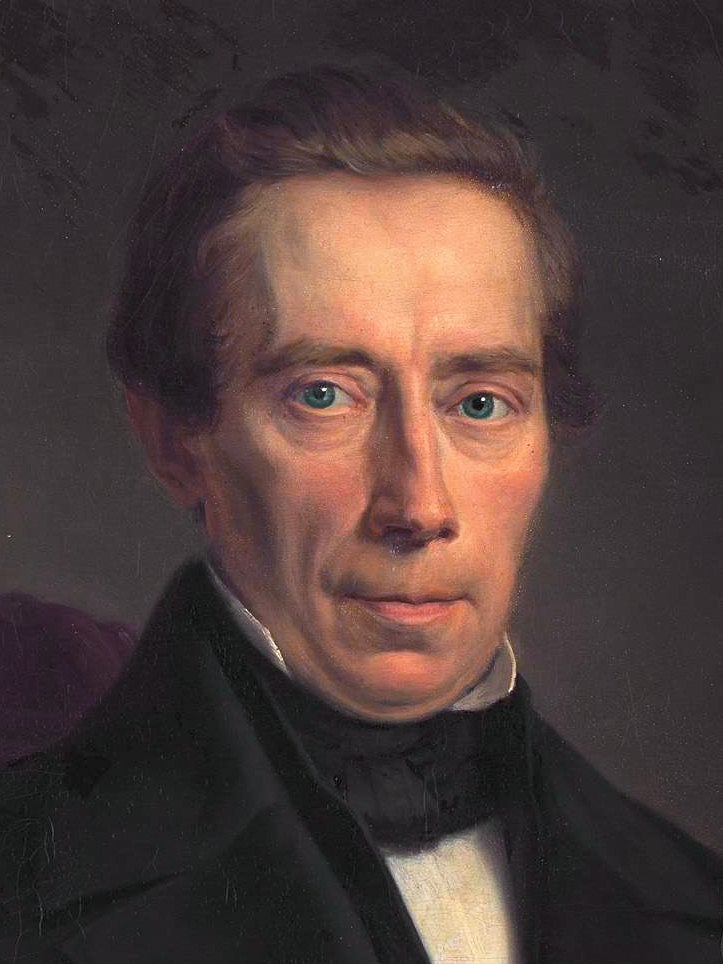
Johan Rudolph Thorbecke (1849–1853; 1862–1866, 1871–1872)
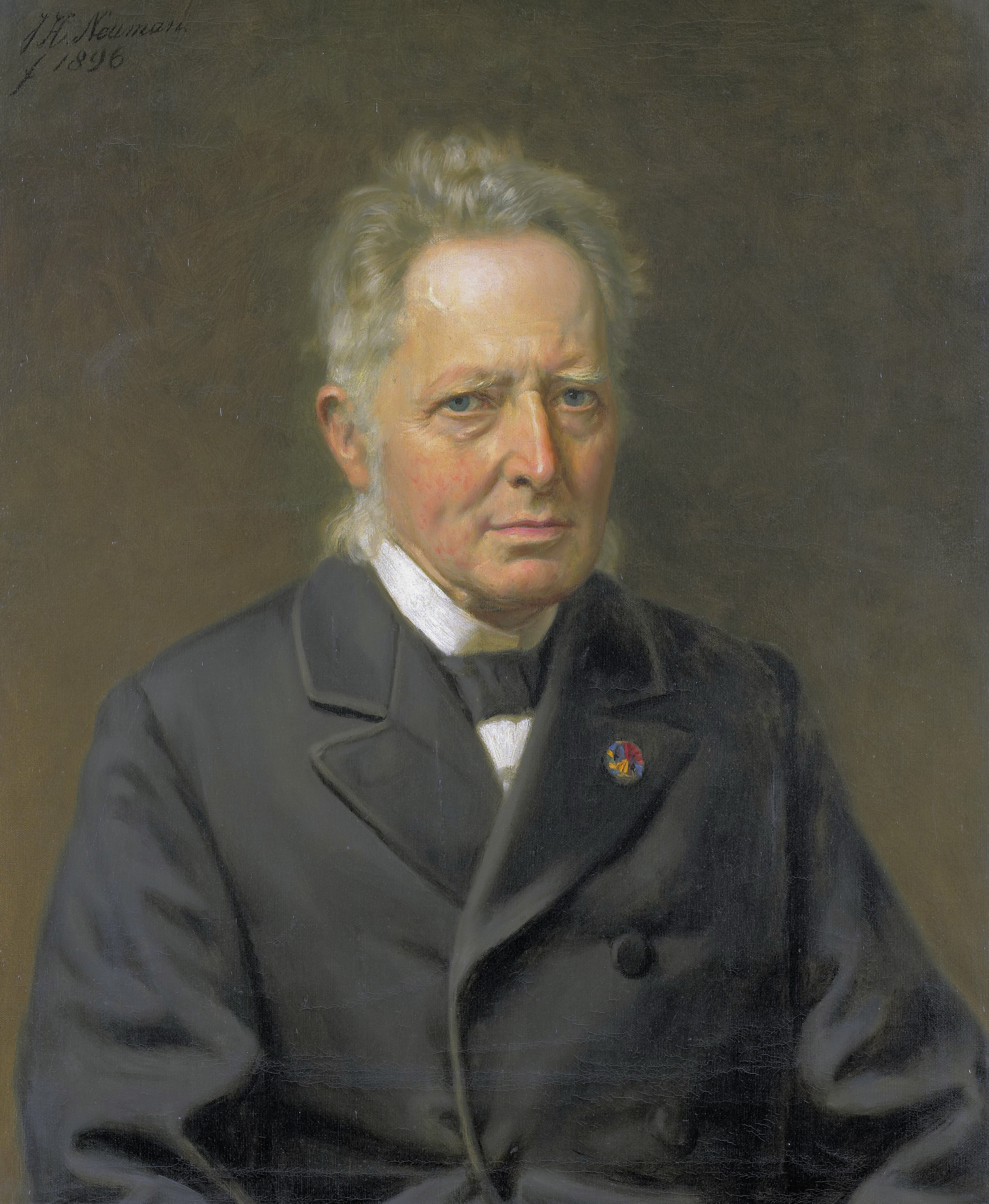
Jan Heemskerk (1874–1877; 1883–1888)
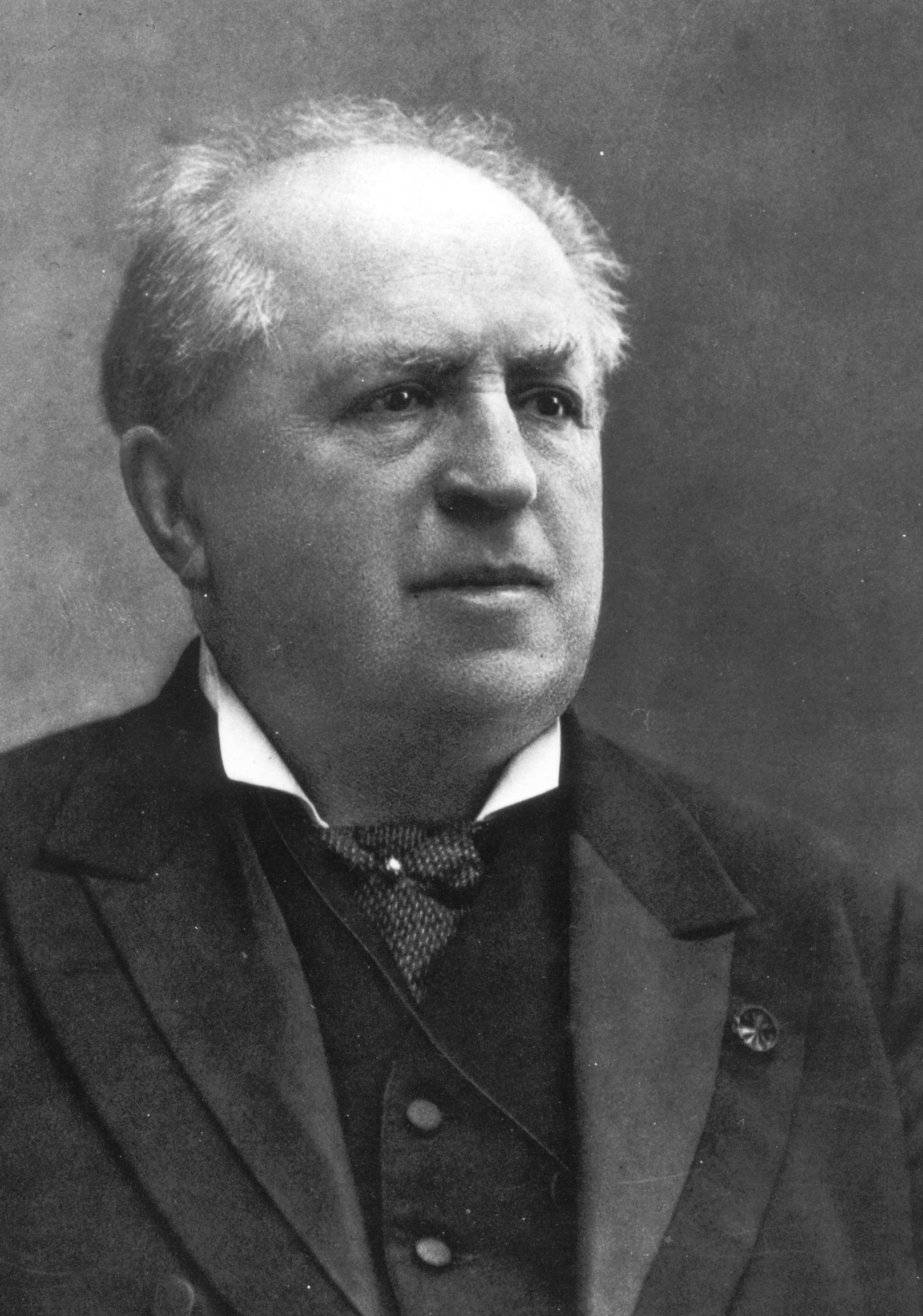
أبراهام كاوبر (1901–1905)
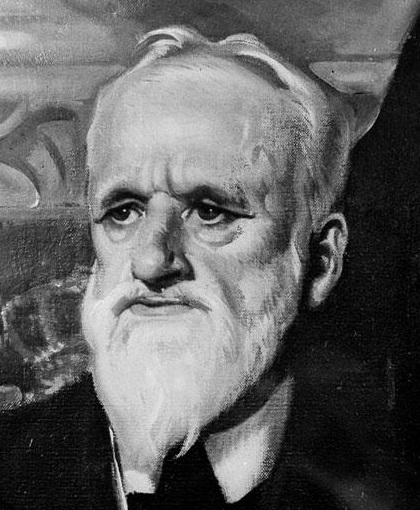
بيتر فان دير ليندن (1913–1918)
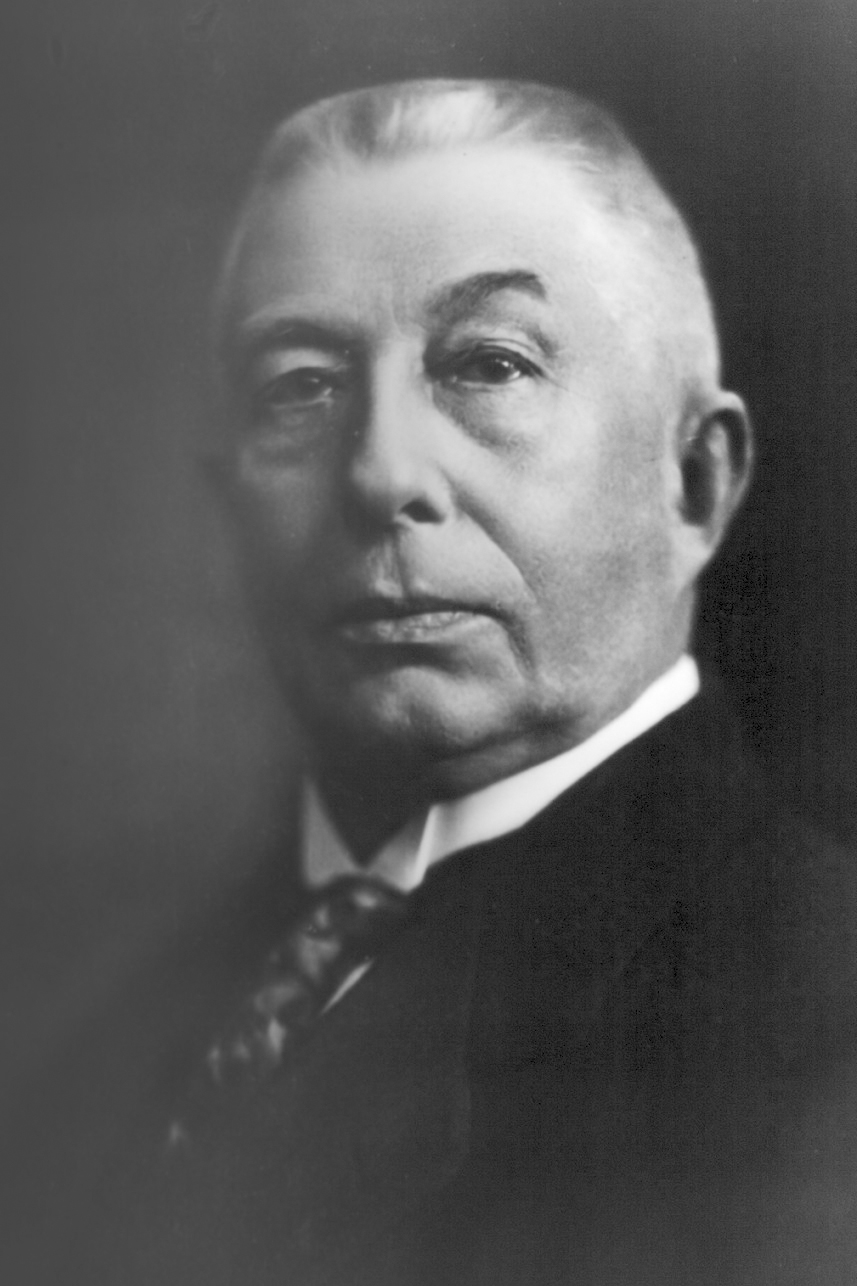
Hendrikus Colijn (1925–1926; 1933–1939)
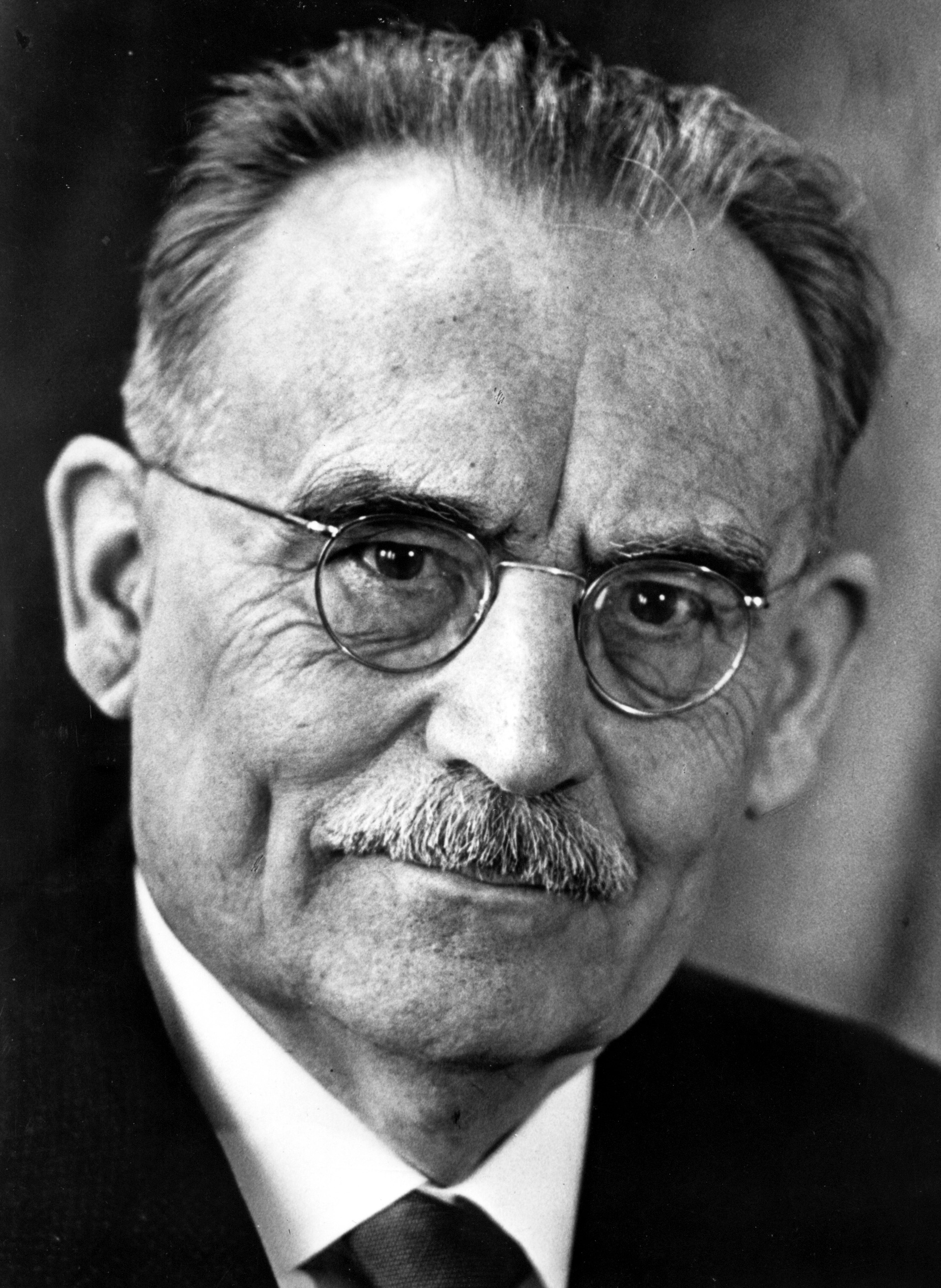
ويلم دريس (1948–1958)
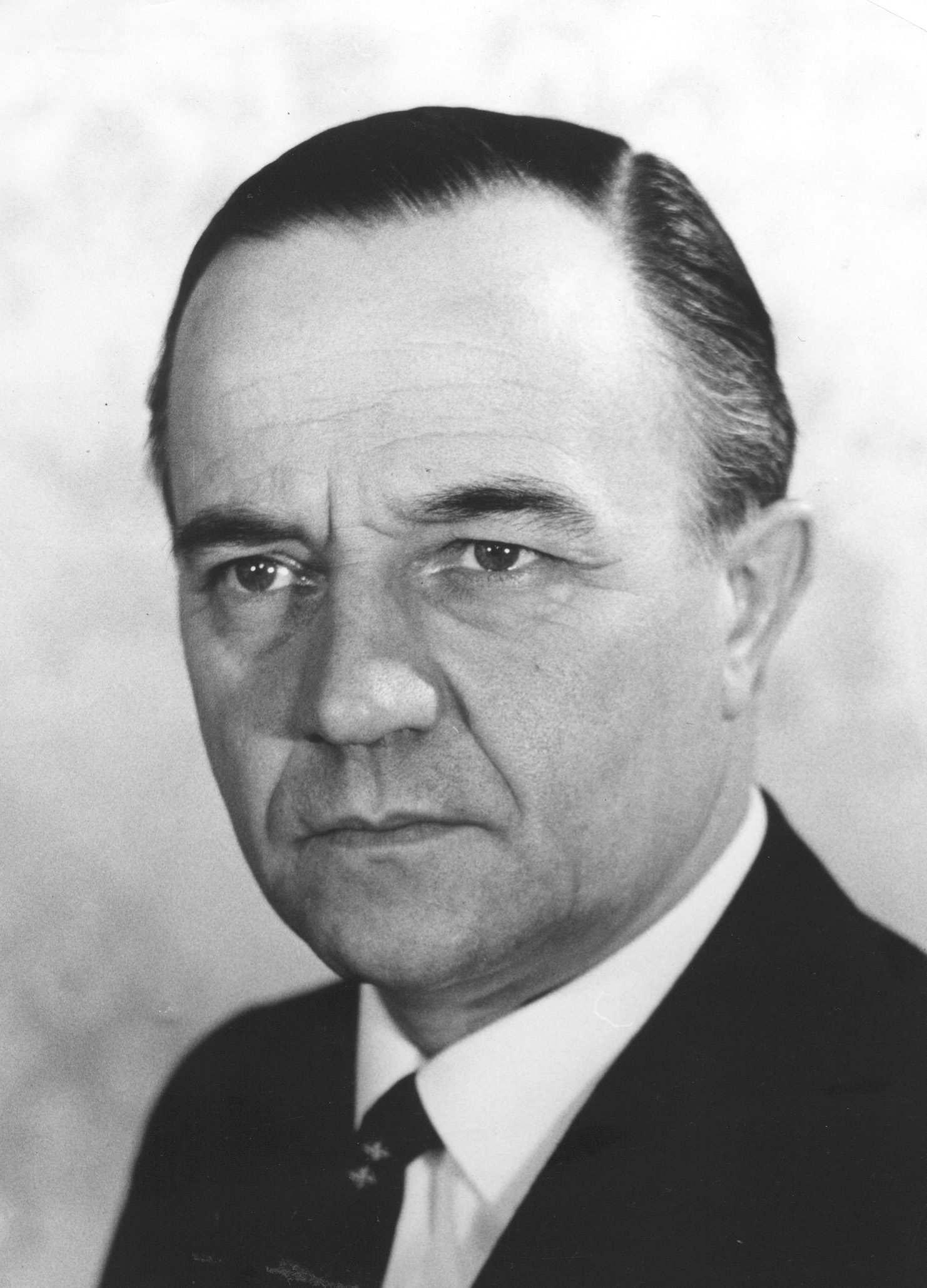
بيت دي يونغ (1967–1971)
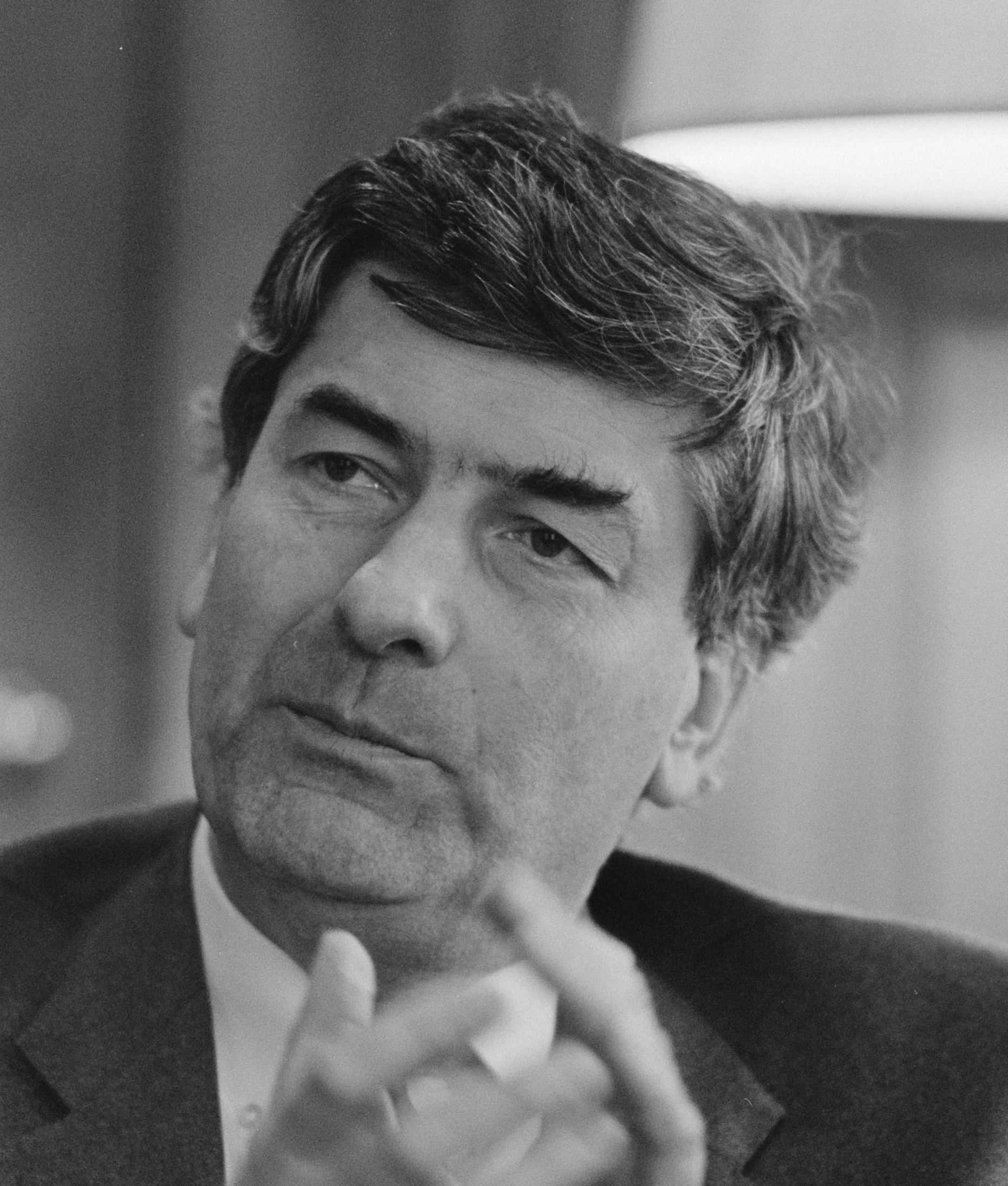
رود لوبرز (1982–1994)
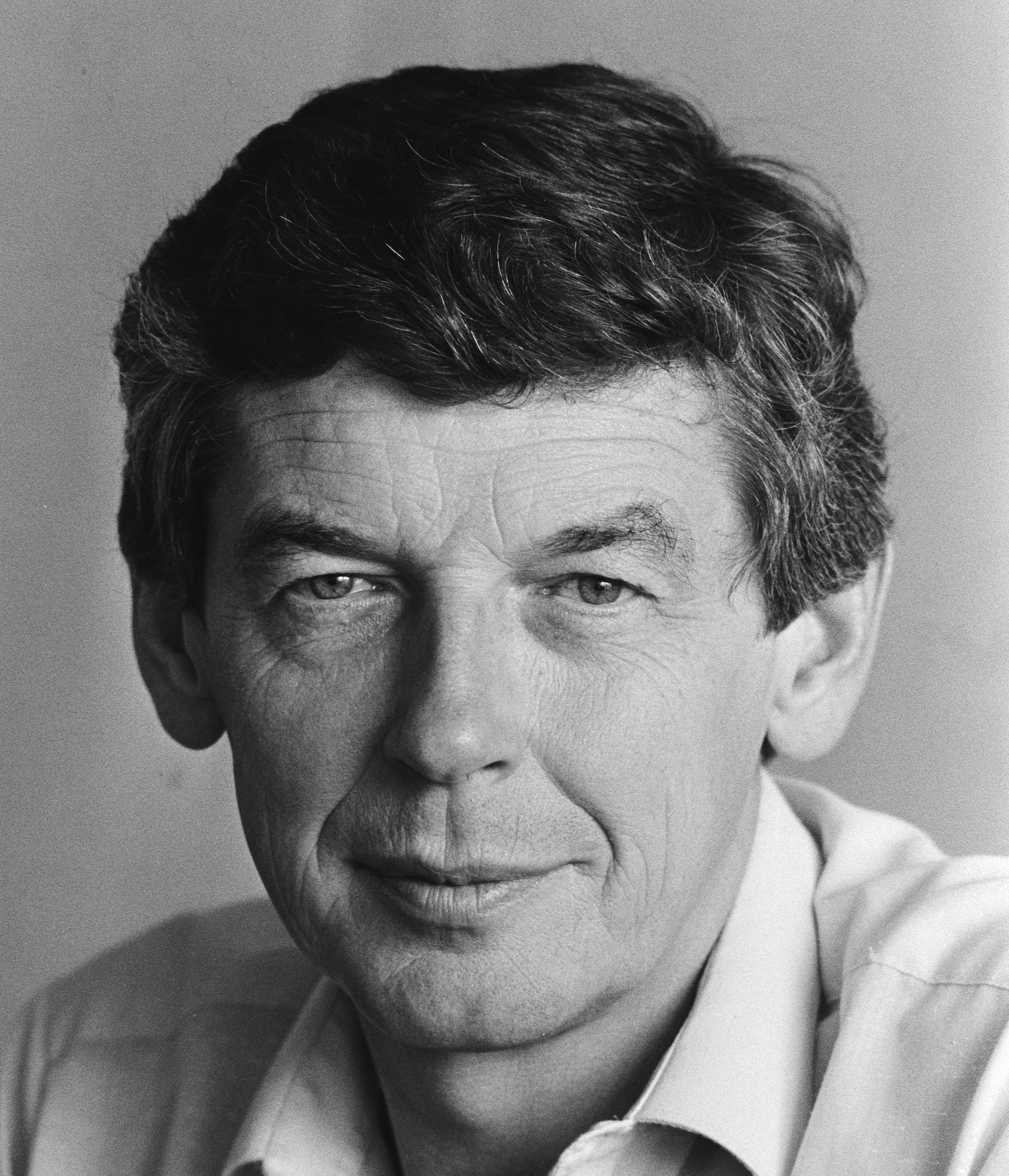
فيم كوك (1994–2002)
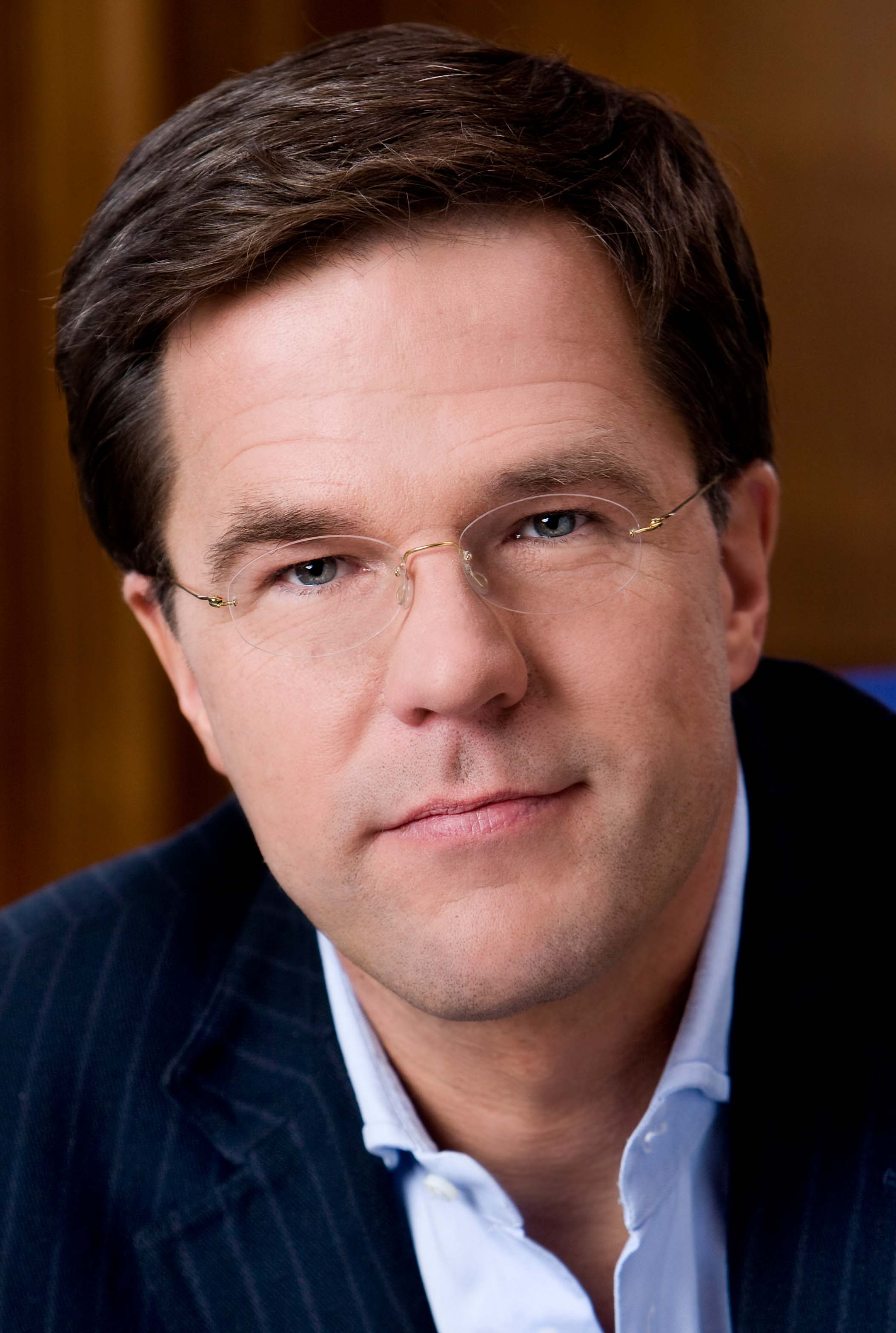
مارك روته (2010–الآن)